# Botryllophilus randalli
Botryllophilus randalli – gatunek widłonoga z rodziny Botryllophilidae. Nazwa naukowa tego gatunku skorupiaków została opublikowana w 1970 roku przez holenderskiego zoologa Jana Hendrika Stocka (1931-1997).